# Esqueneo
En la mitología griega Esqueneo o Esceneo (griego antiguo: Σχοινεύς) era un rey beocio, e hijo de Atamante y Temisto. Es posible que hubiera emigrado a Arcadia, donde se cree que un pueblo y un río, llamados ambos Esqueneo, fueron nombrados en su honor; al menos en este pueblo se criaron sus hijos. Fue el padre de Atalanta, y en otra versión también del Clímeno arcadio. Esqueneo es el prototipo de rey que tiene que lidiar con los muchos pretendientes de su hija, y así impuso una prueba: quien quisiera casarse con Atalanta, debería competir antes con ella en una carrera pedestre. Establecido un límite, el pretendiente tendría que huir sin armas, y ella lo perseguiría con un venablo. Si lo alcanzaba dentro del límite fijado, lo mataría y clavaría su cabeza en el estadio. Al final Hipómenes se alzó con la victoria y Esqueneo no tuvo más remedio con darle la mano de Atalanta, sin pagar dote alguna.

## Otros personajes homónimos
Un segundo Esqueneo, según Antonino Liberal, era hijo de Autónoo. Cuando su hermano Anto fue asesinado por los caballos de su padre, Zeus y Apolo se compadecieron de Esqueneo y lo transformaron en un pájaro. Otro tercer Esqueneo era un hombre que crio a Orestes, desde cuya casa Orestes dirigió a Argos para vengar la muerte de su padre en Clitemnestra.